# Aermacchi MB-339
El Aermacchi MB-339 es un avión de entrenamiento militar a reacción y de ataque ligero construido por la compañía italiana Alenia Aermacchi. Fue desarrollado como reemplazo del Aermacchi MB-326.

## Desarrollo
Aermacchi, al intentar dar un nuevo impulso a su anterior producto el Aermacchi MB-326, desarrolló una versión mejorada y actualizada, de cara a cumplir con las nuevas exigencias de entrenamiento de diversas aviaciones militares, y en particular de la italiana. A este nuevo desarrollo se le llamó MB-339, que aún conservando muchos de los elementos de su predecesor, se trataba en muchos aspectos, de un producto totalmente nuevo.
Se fabricaron dos prototipos a los que se llamó MB-339X. El primer prototipo realizó su vuelo inaugural el 12 de agosto de 1976, llevando a los mandos al piloto Franco Bonazzi. El segundo prototipo voló por primera vez el 20 de mayo de 1977. La AMI (Aeronatica Militare Italiana) mostró pronto un gran interés por este aparato, del cual recibió en los años siguientes 102 unidades de este modelo.
El 30 de mayo de 1980 se llevó a cabo el vuelo del prototipo del MB-339K Veltro II, que es una versión monoplaza y tiene unas características muy parecidas a las del MB-326K. La intención de esta nueva versión era la de dar un nuevo impulso a las ventas. Este avión fue dotado de un motor Viper 680-43, de 1995 kg de empuje y de una nueva aviónica. A pesar de estas mejoras, no se recibió ningún pedido de esta versión. Este nuevo propulsor fue también montado en el modelo biplaza, en lo que fue la variante MB-339B, pero esta variante tampoco obtuvo ningún éxito comercial.

## Diseño
En primer lugar, el puesto de pilotaje de alumno e instructor están a diferente altura, lo que permite a este último tener una buena visión, que era escasa en el Aermacchi MB-326. Tiene una nueva deriva, manteniendo seis pilones subalares como el MB-326G y también el motor Viper 632-43, el cual Aermacchi consideró sustituirlo por un turbofán más eficiente y potente, pero este proyecto fue cancelado por considerar que el motor actual era fiable y estaba dotado de óptimas prestaciones en relación con su coste.
Está dotado de modernos asientos eyectables Martin-Baker 1T-10F con capacidad cero-cero, es decir, que la tripulación se puede lanzar con las máximas posibilidades de supervivencia, con velocidad de salida y altitud 0.

## Variantes
MB-339X
Dos prototipos
MB-339A
Variante de producción original para Italia. Entraron en servicio a partir de 1979.
MB-339PAN
Variante para la patrulla acrobática italiana Frecce Tricolori. En 1982, 19 unidades sustituyeron a los Fiat G-91R. Se diferencian de la versión base por la incorporación de un generador de humo.
MB-339RM
Variante de calibración de radio y radar, 8 unidades fueron ligeramente modificadas para la calibración de radioayudas militares.
MB-339AA
Versión del MB-339A fabricada para Argentina. Fueron entregados a tiempo para su participación en 1982 en la Guerra de las Malvinas. Fue el único reactor argentino que pudo operar desde la pista de Puerto Argentino/Stanley. Cinco ejemplares fueron capturados o destruidos por las fuerzas británicas durante la citada campaña.
MB-339AM
Versión del MB-339A fabricada para Malasia.
MB-339AN
Versión del MB-339A fabricada para Nigeria.
MB-339AP
Versión del MB-339A fabricada para Perú.
MB-339K Veltro II
Versión monoplaza para ataque a tierra, realizó su primer vuelo el 30 de mayo de 1980.
MB-339B
Entrenador con capacidades de ataque mejoradas.
MB-339C
Incorpora un motor más potente.
MB-339CB
Versión para Nueva Zelanda (Entrenador de sistemas de armas con designador láser, detección por radar, capacidad para lanzar AIM-9L y AGM-65 Maverick, de la cual 17 supervivientes fueron enviados a una empresa privada de entrenamiento en vuelo, en septiembre de 2005.
MB-339CE
Versión del MB-339C fabricada para Eritrea.
MB-339CM
Versión del MB-339C fabricada para Malasia.
MB-339CD
Con mandos de vuelo e instrumentación modernizada.
MB-339FD ("Full Digital")
Versión de exportación del MB-339CD.
MB-339 T-Bird II (Lockheed T-Bird II)
Versión para la competición U.S. JPATS.

## Historia Operacional

### Uso general
La Fuerza Aérea Italiana es el operador más grande del MB-339. El servicio, que recibió sus primeros ejemplos durante 1978, ha adquirido múltiples lotes y modelos del tipo a lo largo de los años; Durante varias décadas, ha volado como su principal avión de entrenamiento. Además de su uso como entrenador general, el MB-339 también es llevado por el equipo de exhibición acrobático Frecce Tricolori; Durante 1988, tres aviones se perdieron durante una trágica exhibición aérea en Alemania. Durante octubre de 2013, se anunció que la Fuerza Aérea italiana tenía la intención de reemplazar sus MB-339 con M-345 recién construidos a largo plazo. A pesar de la introducción del primer M-345 italiano durante 2015, el servicio planea continuar las operaciones con el tipo durante muchos años.
Muchos de sus operadores, como la Real Fuerza Aérea de Nueva Zelanda, optaron por adquirir el tipo durante los años ochenta y noventa como reemplazo de varios aviones de ataque a reacción antiguos, como el BAC Strikemaster de fabricación británica. Aunque es poco común entre la mayoría de los clientes de exportación, algunos operadores, como los Emiratos Árabes Unidos, han optado por tener varios aviones equipados para exhibiciones acrobáticas. Según un informe de Forecast International publicado en 2014, el modelo MB-339CD construido más tarde se ha mantenido viable como plataforma de entrenamiento para varios aviones de combate más nuevos, como el Panavia Tornado y el Eurofighter Typ hoon; sin embargo, el atractivo del tipo está disminuyendo y se limitará en gran medida después de la década de 2010 a aquellas naciones con economías más débiles o que enfrentan poca presión militar.

### Uso en combate

#### Argentina

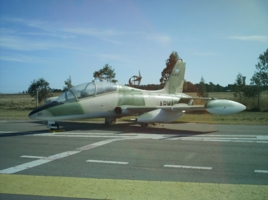
MB-339 de la Armada Argentina.

La Armada Argentina fue el primer usuario extranjero del precursor MB-326GB, comprando un lote de ocho aviones durante 1969.
Durante 1980, el COAN ordenó diez MB-339A como entrenador avanzado y avión de ataque ligero. Estos fueron entregados en 1981 y fueron operados por la Escuadrilla de Ataque de la III Escuadra Naval. Durante la Guerra de las Malvinas, a fines de abril de 1982, seis de ellos se ubicaron en el aeropuerto de Port Stanley/Puerto Argentino, rebautizado como Base Aérea Militar (BAM) Malvinas. Fueron los únicos aviones de ataque que operaron desde las Malvinas, junto con cuatro aviones ligeros de ataque y entrenamiento Beech T-34 Turbo-Mentor, y veinticuatro aviones turbopropulsores FMA IA 58 Pucará de ataque ligero del Grupo 3 de Ataque. Otros Aermacchis fueron operados desde tres bases continentales, estas son las estaciones aéreas navales Almirante Zar, Bahía Blanca y Río Grande, Tierra del Fuego.
El 3 de mayo de 1982, el teniente Benítez se estrelló en un terreno elevado al acercarse al aeropuerto de Puerto Argentino y murió en la acción. El 21 de mayo, un MB-339A volado por el teniente Owen Crippa en un vuelo de reconocimiento de rutina atacó a la fuerza anfibia de la Royal Navy. El Aermacchi golpeó a la fragata HMS Argonaut (F56), dejándola fuera de combate con sus cañones y cohetes. El 27 de mayo, un misil Blowpipe derribó un MB-339A (4-A-114) durante la Batalla por Goose Green, mientras intentaba atacar barcos británicos y tropas desembarcadas. El piloto, teniente Miguel, fue muerto. Según los informes, los británicos capturaron un total de tres células MB-339. Una de estas células se conserva en el Museo de Aviones de South Yorkshire, Doncaster.

#### Eritrea
Durante las tensiones entre Eritrea y Etiopía a fines de la década de 1990, Eritrea comenzó a reconstruir su fuerza aérea. Durante 1996, los eritreos ordenaron seis Aermacchi MB-339CE, con los cuales se fundó la primera unidad de combate de la ERAF en 1997. Han demostrado su valía como aviones de entrenamiento e incluso durante los primeros combates en 1998.
Su despliegue inicial se produjo el 5 de junio de 1998, el mismo día en que la Fuerza Aérea de Etiopía (ETAF) también inició sus operaciones. Durante la misma tarde, los etíopes informaron de dos ataques de MB.339FD eritreos en la ciudad de Mekelle, la capital de la región etíope de Tigray. Según se informa, murieron 44 civiles y 135 resultaron heridos.
Sin embargo, el 6 de junio, uno de los MB-339 fue derribado al norte de Mekelle. El piloto fue expulsado y fue rescatado por un Mi-8 del ERAF o fue capturado por la milicia local. Los Aermacchis eritreos sobrevivientes fueron desplegados nuevamente al día siguiente durante la lucha alrededor de Erde Mattios.
En la mañana del 12 de junio de 1998, un par de Mil Mi-8 Eritreos apareció en bajo nivel sobre las obras de Addis Pharmaceutical, en Adigrat, intentando bombardearlo. Sin embargo, sus armas cayeron a pocos metros de la planta y causaron daños menores. Sólo un par de horas después, cuatro MB.339 dispararon y lanzaron bombas de racimo contra varios objetivos en la misma ciudad. Según fuentes etíopes, cuatro personas murieron y otras 30 resultaron heridas durante esos ataques.
El 5 de febrero de 1999, el gobierno etíope afirmó que un par de MB.339FD eritreos habían atacado un depósito de combustible en Adigrat, unos 48 kilómetros dentro de la frontera con Etiopía, que era importante para suministrar combustible al ejército etíope.

## Operadores
Argentina

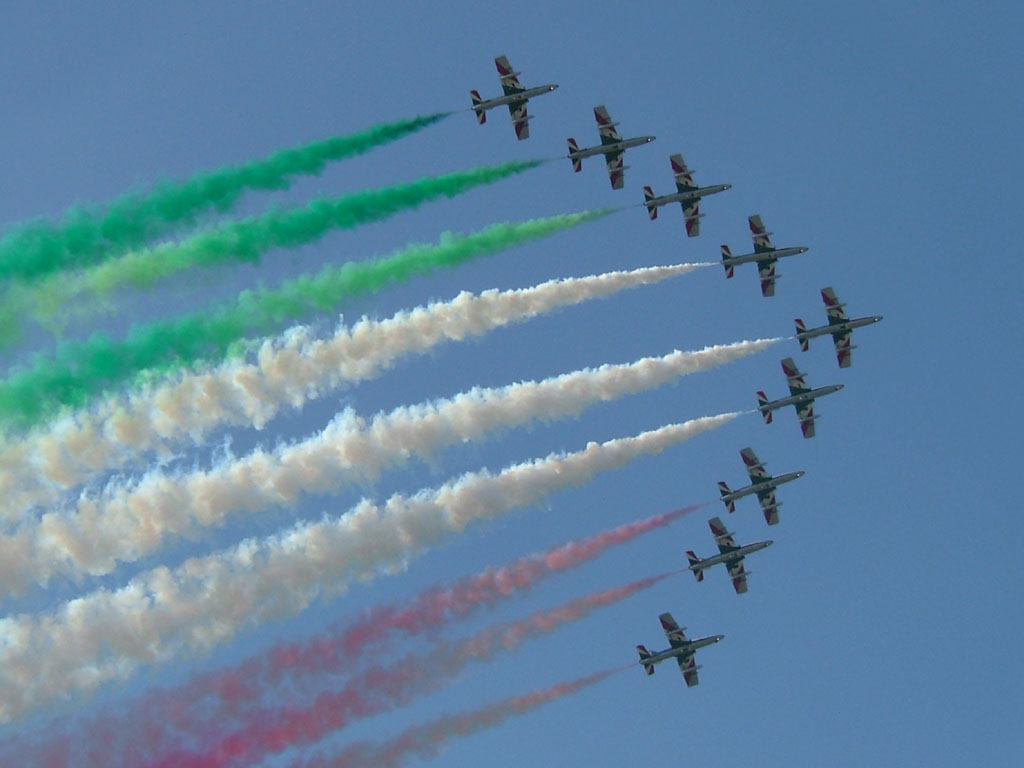
Frecce Tricolori italianos.

- Armada Argentina 10 entregados (Fuera de servicio).

 Emiratos Árabes Unidos
- Fuerza Aérea de los Emiratos Árabes Unidos opera 7 MB-339A.

 Eritrea
- Eritrea 12 MB-339CE en servicio.

 Ghana
- Fuerza Aérea de Ghana opera 4 MB-339A

 Italia
- Fuerza Aérea Italiana opera 72 MB-339A y 30 MB-339CD.

 Malasia
- Real Fuerza Aérea de Malasia 13 MB-339AM ordenados - 8 en servicio. An order for 8 MB-339CM replacements was placed in 2006.[6]

 Nigeria
- Fuerza Aérea Nigeriana opera 12 MB-339AN.

 Nueva Zelanda
- Real Fuerza Aérea de Nueva Zelanda recibidos 18 MB-339CB used by No. 14 Squadron RNZAF between 1991 and 2002.

 Perú
- Fuerza Aérea del Perú operaba 16 MB-339AP, retirados en 2013.

## Especificaciones (MB-339A)
Referencia datos: Aermacchi.it

### Características generales
- Tripulación: 2 (estudiante e instructor)
- Longitud: 11,2 m (36,9 ft)
- Envergadura: 11,2 m (36,8 ft)
- Altura: 3,9 m (12,9 ft)
- Superficie alar: 19,3 m² (207,7 ft²)
- Peso vacío: 3340 kg (7361,4 lb)
- Peso máximo al despegue: 6350 kg (13 995,4 lb)
- Planta motriz: 1× turborreactor Rolls Royce Viper Mk632-43.
  - Empuje normal: 17,8 kN (1815 kgf; 4002 lbf) de empuje.

### Rendimiento
- Techo de vuelo: 13.860 metros
- Régimen de ascenso: 5.550 metros/min

## Armamento
Contenedores Macchi con cañones DEFA 553 cal. de 30 mm. 1885 kg de cargas externas en configuración mono tripulante asiento de atrás vació (6 puntos de carga sub-alares (3) por ala, siendo el del medio "húmedo" ).
- Armamento AA: Misiles Matra 550 Magic II (Corto alcance).
- Armamento AS: Bombas convencionales, Lanzacohetes, etc.

Configuraciones típicas:
- Defensa Aérea: 2 Pod DEFA 30 mm en los soportes interiores, 2 Tanques lanzables en los soportes centrales y 2 misiles Magic en los soportes externos.
- Apoyo aéreo cercano: 2 Tanques lanzables en los soportes centrales y 4 pods de lanzacohetes de 57 o 68 mm.
- Ataque Táctico: 2 Tanques de combustible lanzables en los soportes centrales, 2 bombas de 250 kg, y misiles Magic en los soportes externos.

### Desarrollos relacionados
- Aermacchi MB-326

### Aeronaves similares
- Hongdu JL-8
- Aero L-39 Albatros
- CASA C-101 Aviojet
- Kawasaki T-4
- PZL I-22 Iryda
- BAE Hawk
- IAR 99
- Dassault-Breguet/Dornier Alpha Jet
- FMA IA 63 Pampa
- Soko G-4 Super Galeb